# Nordische Skiweltmeisterschaften 1954/Teilnehmer (Österreich)
Österreich nahm an den 20. Nordischen Skiweltmeisterschaften, die vom 13. bis 21. Februar 1954 in Falun in Schweden ausgetragen werden, mit einer Delegation von 8 Athleten (4 Skispringer, 4 Skilangläufer)  teil. 
Herausragendes Ergebnis war der 10. Rang von Josef Bradl im Skispringen. Eine noch bessere Platzierung vergab der Salzburger, der nach dem ersten Durchgang noch auf Rang 5 lag, durch einen Fehler im 2. Durchlauf. 
Die übrigen Skispringer wie auch die Skilangläufer erreichten die erwarteten Platzierungen jenseits der ersten 30.
Sowohl für die Skilanglaufwettbewerbe der Frauen als auch für die Nordische Kombination gab der Österreichische Skiverband keine Nennung ab. 

## Skilanglauf

### Männer
| Athlet             | Verein                 | Wettbewerb        | Rang |
| ------------------ | ---------------------- | ----------------- | ---- |
| Josef Schneeberger |                        | Einzel 15 km      | 57.  |
| Josef Schneeberger | Staffel 4 × 10 km      | 9.                |      |
| Oskar Schulz       |                        | Einzel 15 km      | 65.  |
| Oskar Schulz       | Staffel 4 × 10 km      | 9.                |      |
| Karl Rafreider     | Turnerschaft Innsbruck | Einzel 15 km      | 70.  |
| Karl Rafreider     | Turnerschaft Innsbruck | Staffel 4 × 10 km | 9.   |
| Friedrich Krischan | Polizei SV Graz        | Einzel 15 km      | 80.  |
| Friedrich Krischan | Polizei SV Graz        | Staffel 4 × 10 km | 9.   |

## Skispringen

### Männer
| Athlet            | Verein           | Wettbewerb  | Rang |
| ----------------- | ---------------- | ----------- | ---- |
| Josef Bradl       | SC Bischofshofen | Skispringen | 10.  |
| Walter Steinegger | SC Seefeld       | Skispringen | 33.  |
| Ferdinand Kerber  |                  | Skispringen | 39.  |
| Alwin Plank       | SC Bischofshofen | Skispringen | 47.  |